# Убийства бюстгальтерами
Убийства бюстгалтерами (англ. Bra murders) — серия убийств пяти девушек, совершённых в период с 1967 года по август 1972 года на территории города Стамфорд, штат Коннектикут. Все жертвы являлись темнокожими молодыми девушками, которые были замечены в занятии проституцией и в употреблении наркотических средств. Преступник убивал своих жертв посредством удушения и в качестве орудия убийств в нескольких случаях использовал их бюстгалтеры, благодаря чему серия убийств получила название «Убийства бюстгалтерами» (англ. «Bra murders»). В ходе дальнейшего расследования в число подозреваемых попал житель города Норуолк, которому впоследствии были предъявлены обвинения в совершении серийных убийств, однако его вина ставилась под сомнение и многими оспаривалась.

## Серия убийств
Серия убийств предположительно началась в начале 1967 года после того как была объявлена пропавшей без вести афроамериканка 29-летняя Роуз Эллен Пазда. Она была объявлена пропавшей без вести 4 августа 1967 года, однако её местонахождение установить не удалось в ходе дальнейшего расследования. Скелетированные останки девушки были обнаружены лишь 4 апреля 1969 года. Из-за сильной степени разложения останков судмедэксперт не смог установить дату смерти жертвы, вследствие чего дата совершения убийства Роуз Пазда осталась неизвестной. Второй жертвой серийного убийцы стала 22-летняя Донна Робертс, чье тело было обнаружено 3 мая 1968 года на следующий день после того, как она была объявлена пропавшей без вести. 8 сентября 1968 года была задушена 21-летняя Глория Конн. Её труп был обнаружен на расстоянии 60 метров от места, где был найден труп Донны Робертс. Следующей жертвой серийного убийцы стала 19-летняя Гейл Томпсон, которая была обнаружена задушенной 10 июля 1971 года на территории Стамфорда. Через несколько месяцев, 22 августа того же года была убита 5-я жертва - 34-летняя Альма Генри, тело которой убийца сбросил в мусорный бак, после чего согласно официальной версии следствия - серия убийств прекратилась. Тела жертв были обнаружены в радиусе 400 метров  от одной из эстакад шоссе Ривербэнк-Роксбери-роуд на территории Стамфорда. Робертс, Конн и Алма Генри были в числе жертв, которые были задушены бюстгалтерами.

## Расследование
В апреле 1969 года в полицию Стамфорда позвонил человек, который представился как проповедник Джеймс Миллер.  Звонивший сообщил офицерам полиции об обнаружении останков Роуз Пазда. Миллер утверждал что информацию об обнаружении останков он в свою очередь получил от неизвестного мужчины в ходе телефонного разговора. Следователи составили список всех известных им священнослужителей на территории штата, которые носили фамилию Миллер. В ходе проверки, полицией был обнаружен житель города Норуолк  - 42-летний Бенджамин Франклин Миллер - младший, американец белого цвета кожи. Уроженец города Орора, (штат Иллинойс), Миллер покинул территорию Иллинойса и переехал на территорию штата Коннектикут в 1948 году. В течение нескольких лет он сменил ряд профессий. В юности Миллер начал демонстрировать признаки психического расстройства, благодаря чему начиная с 1951 года периодически подвергался арестам полицией и подвергался принудительному лечению в разных психиатрических клиниках. В 1962 году он нашёл работу в почтовой службе США, где проработал почтовым служащим 10 лет, вплоть до начала 1972 года. Миллер был женат и воспитывал 12-летнюю дочь, однако членами семьи и коллегами по работе описывался неоднозначно. Будучи интровертом, Бенджамин носил статус социального изгоя и имел проблемы с коммуникабельностью, благодаря чему не имел друзей и не поддерживал близких доверительных отношений с родственниками. Будучи религиозным фанатом, Миллер распространял религиозную литературу при сортировке почты на работе и восхищался деятельностью известного евангелиста Билли Грэма. Периодически Миллер демонстрировал девиантное поведение. Он часто испытывал тревогу, пребывал в состоянии страха, ажитации, был подавлен, его преследовали навязчивые мысли, ипохондрические опасения и расстройства сна. Большую часть своего свободного времени Бенджамин Миллер посвящал посещению  церквей, которые посещали представители афроамериканской общины Стамфорда. С середины 1960-х годов Миллер был известен как самопровозглашенный проповедник, который стоял на углу улиц Стамфорда и проповедовал различные учения и верования всем желающим, отдавая предпочтение темнокожим девушкам и женщинам. В ходе расследования серийных убийств представители афроамериканской общины, неудовлетворенные результатами расследования - обвинили полицию в небрежном расследовании из-за социального статуса жертв и цвета их кожи, после чего обратились к администрации города с требованием провести внутреннее расследование в департаменте полиции города и наказать полицейских чиновников, которые по их мнению нарушили конституционные права чернокожих и способствовали расовой дискриминации афроамериканцев.
Попав в число подозреваемых, с конца 1971 года по начало 1972 года  Миллер несколько раз подвергался допросам. Он отрицал свою причастность к совершению убийств, но признал, что однажды занимался сексом с одной из жертв, Гейл Томпсон, в своей машине на территории Стамфорда. Результаты судебно-медицинской экспертизы не выявили на теле Томпсон каких-либо биологических следов или признаков полового акта непосредственно перед её смертью, однако подозрения в адрес Миллера усилились после того, как  он привел детали совершения убийства, известных только следствию. Так, согласно утверждениям представителей полиции Стамфорда, на одном из допросов Бенджамин посмотрев на фотографии жертв, заявил что в действительности Гейл Томпсон была задушена носовым платком, а не бюстгалтером, в то время как общественности и представителям СМИ было объявлено, что жертвы были задушены бюстгальтерами. В конце 1971 года Миллеру было предложено пройти проверку на полиграфе, на что он ответил согласием. Результаты тестирования были признаны неубедительными из-за предположительной невменяемости Миллера, после чего в феврале 1972 года он был подвергнут судебно-психиатрической экспертизе. По результатам экспертизы у него была диагностирована  шизофрения. 17 февраля того же года он был помещён в больницу «Fairfield Hills Hospital», где проходил курс лечения. Во время прохождения курса лечения Миллер страдал от ипохондрии и клинического бреда. Находясь в больнице, Бенждамин в разговоре с психиатрами признался в совершении убийств и выразил желание поговорить со следователями.  29 февраля 1972 года Миллер признался в совершении убийств семи женщин.  Согласно версии следствия, он подробно описал убийство Гейл Томпсон и убийства ещё трёх женщин, указал места сброса тел, после чего 1 марта того же года в сопровождении сотрудников полиции был этапирован на территорию этой местности, где в ходе следственного эксперимента  были воспроизведены опытным путём действия, обстановка и другие обстоятельства, связанные с убийствами. 18 марта 1972 года Бенджамин Миллер был арестован на пороге больницы  «Fairfield Hills Hospital», через несколько минут после того как  его выписали из медицинского учреждения. Он был доставлен в окружной суд, где ему официально были предъявлены обвинения в совершении 5 убийств. После ареста Миллера, представители департамента полиции Стамфорда провели пресс-конференцию, на которой объявили об аресте подозреваемого, но отказались сообщить какие-либо подробности об обстоятельствах того, что привело к его аресту.
После предъявления обвинений, Бенджамин Миллер отказался от своих признательных показаний. На судебном процессе в качестве свидетеля защиты выступил его отец, который заявил суду, что Бенджамин после дачи признательных показаний позвонил ему и сказал, что признался в совершении убийств, но заявил что он невменяем и предоставил неверные сведения так как полицейские детективы, участвовавшие в допросах, узнавшие о высокой степени внушаемости Миллера в связи с рядом его заболеваний, так или иначе смогли убедить его признаться в том, что хотели услышать, независимо от достоверности его слов. Сам Миллер настаивал на том, что признал свою причастность, так как полиция использовала ненадлежащую тактику принуждения во время допроса, угрожая ему избиением, разоблачением его супружеской неверности перед его супругой из-за его признаний в пользовании услугами темнокожих проституток, потерей работы и социально-экономическими трудностями, с которыми столкнется его жена и дочь в случае если он не подпишет признательные показания.  Миллер заявил, что во время допросов следователи задавали ему наводящие вопросы и много раз показывали ему фотографии с мест обнаружения трупов убитых женщин. Когда он под конвоем был доставлен на место обнаружения тел, он не смог рассказать обстоятельства совершения убийств и не привел никаких деталей, которые соответствовали бы действительности. Он утверждал, что не знает деталей и обстоятельств совершения других убийств, хотя и признал, что был знаком с местностью, где были обнаружены остальные тела. Детективы описали различные сценарии того, как, по их мнению, могли произойти преступления, но Миллер выразил серьёзные сомнения в предположениях детективов, однако продолжая испытывать давление следствия вскоре заявил, что тела убитых жертв он сбросил именно в этих местах. На основании ходатайства его  адвокатов, Бенджамин Миллер во время судебного процесса был подвергнут ещё одной судебно-психиатрической экспертизе, по результатам которой он был признан невменяемым. Психиатры, проводившие различные тестирования с Миллером, заявили что Миллер страдает бредовым расстройством личности и вследствие этого он имеет трудности с определением реальности или нереальности, происходящих с ним событий. При этом заболевании у Миллера сформировались бредовые идеи и возможность появления галлюцинаций. В феврале 1973 года на основании соглашения между прокуратурой и адвокатом Бенджамина Миллера, два пункта обвинений в совершении убийств были с него сняты. Миллер был признан невиновным по причине невменяемости в совершении трёх других убийствах, после чего ему  было назначено принудительное лечение в одной из психиатрических клиник сроком на 25 лет.

## Последующие события
После осуждения Миллера, его родственники наняли адвокатов, которые получил полный доступ к его уголовному делу. Изучив материалы уголовного дела, адвокаты Миллера узнал о существовании ещё одного подозреваемого, который был выявлен правоохранительными органами в ходе расследования, но эта информация не была обнародована представителями прокуратуры на судебном процессе. На основании этой информации адвокаты Миллера подали апелляцию. Из материалов уголовного дела следовало, что житель Стамфорда по имени Роберт Лупиначчи был арестован в июле 1972 года через несколько месяцев после ареста Миллера — во время попытки удушения чернокожей проститутки в том же районе, где были найдены другие жертвы. В ходе расследования было установлено, что Лупиначчи много свободного времени проводил в кварталах красных фонарей Стамфорда, где имел знакомства с проститутками темного цвета кожи и их сутенерами. Также он был замечен в проявлении расизма по отношению к афроамериканцам. Тела трёх женщин, предположительно убитых Миллером, были обнаружены в пределах тридцати метров от места ареста Лупиначчи, а его автомобиль  несколько раз был замечен возле места обнаружения тел жертв. В 1967 году Лупиначчи был замечен в барах, расположенных в окрестностях города Порт-Честер, (штат Нью-Йорк, недалеко от Стамфорда), который часто посещала одна из жертв серийного убийцы. Сотрудники отеля «Hazelton» сообщили полиции о том, что в 1968 году, одна из жертв преступника проживала в отеле совместно с Лупиначчи. В 1971 году Лупиначчи работал в мотеле, в котором проживала жертва Гейл Томпсон, с которой он предположительно был  знаком. Лупиначчи демонстрировал патологически повышенное половое влечение и половую активность, вследствие чего увлекался просмотром и коллекционированием фото- и видеоматериалов порнографического содержания. После ареста Лупиначчи, в июле 1972 года - в багажнике его автомобиля полиция обнаружила порнографическую колоду карт, среди которых отсутствовала карта с дамой червей. Аналогичная карта была найдена рядом с телом Гейл Томпсон. В последний раз Гейл Томпсон была замечена живой в автомобиле, цвет и приметы  которого соответствовали цвету и приметам автомобиля Роберта Лупиначчи. Во время обнаружения её скелетированных останков и дальнейшего расследования, полицией был найден свидетель, который заявил что автомобиль похожего цвета был несколько раз замечен недалеко от места обнаружения останков Томпсон. Также в багажнике машины Лупиначчи следователи обнаружили несколько прядей женских волос. В ходе судебно-медицинской экспертизы было установлено, что волосы принадлежали женщинам, имевшим темный цвет кожи.  Пятая жертва серийного убийцы — 34-летняя Альма Генри в последний раз была замечена живой в августе 1971 года  в районе Стэмфорда под названием «Грей-Рокс-плейс». В то время Лупиначчи был членом клуба, расположенного на территории этого района и часто был замечен там в летние месяцы 1971 года.
В 1988 году  Апелляционный суд второго округа США удовлетворил апелляцию адвокатов Миллера и назначил новое судебное разбирательство. В ходе нового судебного разбирательства, суд постановил что признания Миллера недействительны, так как полиция Стамфорда использовала  ненадлежащую тактику принуждения во время его допросов. Судья  заявил, что побуждения и угрозы со стороны следствия создали риск получения недостоверных показаний и вероятность судебной ошибки. При вынесении своего решения суд учел наличие у Бенджамина Миллера психического заболевания, наличие других проблем со здоровьем, малую достоверность его признательных показаний и доказательства причастности к совершению убийств Роберта Лупиначчи. 8 мая 1989 года все обвинения с Бенджамина Миллера были сняты, он был освобожден от уголовной ответственности прямо в зале суда. Его осуждение суд признал судебной ошибкой.
После освобождения Бенджамину Миллеру было предоставлено жилье в приюте для бездомных, страдающих психическими заболеваниями, так как в результате прекращения социальных контактов и взаимоотношений и самого факта социальной изоляции, длившейся 17 лет, Миллер на основании результатов психиатрической экспертизы был признан неспособным для социальной адаптации к жизни в обществе. В приюте для бездомных Миллер прожил все последующие годы жизни, вплоть до своей смерти в феврале 2010 года. Роберту Лупиначчи несмотря на наличие косвенных доказательств его причастности к совершению серии убийств никаких обвинений после освобождения Миллера предъявлено не было. В 2011 году, во время интервью, 77-летний Лупиначчи заявил журналистам о своей непричастности к совершению серийных убийств. Он вынужденно признал тот факт, что был осужден по обвинению в нападении на проститутку в июле 1972 года и провел в тюремном заключении около трёх лет, но настаивал на том, что этот инцидент был всего лишь совпадением и не имел ничего общего с серией убийств. После 1972 года, Лупиначчи прекратил вести криминальный образ жизни. Он был женат, имел детей, работал электриком и после 1972 года не был замечен в совершении правонарушений. Роберт Лупиначчи умер в феврале 2013 года в возрасте 79 лет. Джозеф Майер, ведущий следователь по делу о серийных убийствах, вплоть до своей смерти в 2013 году также отрицал причастность Лупиначчи к совершении убийств и настаивал на том, что ответственность за совершение убийств несёт Бенджамин Миллер. В конечном итоге  личность виновного в совершении серийных убийств в Стамфорде так и не была установлена.